# Plume d’Or 1974
Der Plume d’Or 1974 im Badminton wurde vom 25. bis zum 26. Mai 1974 in Lissabon ausgetragen. Sieger wurde das Team aus Belgien.

## Ergebnisse
| Team 1     | Team 2     | Punkte 1   | Punkte 2   |
| ---------- | ---------- | ---------- | ---------- |
| Frankreich | Belgien    | 1 (oder 0) | 6 (oder 7) |
| Frankreich | Schweiz    | 1          | 6          |
| Schweiz    | Portugal   | 5 (oder 7) | 2 (oder 0) |
| Portugal   | Belgien    | 1          | 6          |
| Schweiz    | Belgien    | 3          | 4          |
| Portugal   | Frankreich | 2          | 5          |

## Endstand
1. Belgien
2. Schweiz
3. Frankreich
4. Portugal